# 黄母祠
31°09′10″N 121°26′38″E / 31.15276°N 121.44382°E
黄母祠，为纪念黄道婆而建。现位于中华人民共和国上海市徐汇区长桥街道龙吴路1111号上海植物园内。1987年11月17日，该古建筑经上海市人民政府定为第四批上海市文物保护单位。

## 历史
上海境内纪念黄道婆的黄母祠曾有七座，现仅存龙华黄母庙村黄母祠，是一座清雍正八年（1730年）所建的四合院式祠堂。位于上海植物园内。1957年经整修，加高坟台，设石凳供桌，镌石立碑。1959年5月，黄母祠被上海市人民政府公布为市文物保护单位。1962年重修，并立上海市委书记魏文伯书题的汉白玉石碑。1987年11月，黄母祠重新被上海市人民政府公布为市文物保护单位。